# Sarektjåkkå
De Sarektjåkkå is met een hoogte van 2089 meter boven zeeniveau na de Kebnekaise de hoogste berg van Zweden. De berg ligt in het nationaal park Sarek, een nationaal park in Lapland, Norrbottens län. De berg vormt een massief van ongeveer 22 kilometer lang. Behalve de hoofdtop heeft de berg nog drie toppen van boven de tweeduizend meter hoogte, de noordtop van 2056 meter, de zuidtop van 2023 meter en de Bucht-top van 2010 meter.